# Marguerite de Gourbillon
Jeanne-Marguerite de Gourbillon, nacida Gallois (1737-1817), fue una cortesana francesa. Sirvió como dama de compañía de María Josefina de Saboya, consorte del futuro rey Luis XVIII de Francia.

## Primeros años y vida en la corte
Nacida en Gray, en el seno de una familia de comerciantes, contrajo matrimonio en 1763 con el noble Charles-Florent de Gourbillon, quien ocupaba el puesto de oficial de correos en Lille.
En 1785, Gourbillon fue asignada como lectrice (lectora) de la princesa María Josefina, consorte del príncipe Luis, conde de Provenza, hermano del rey Luis XVI de Francia. Pronto surgió una cercana e íntima amistad entre la princesa y ella, la cual pudo haber llegado a ser de carácter sexual. De hecho, en 1780 ya circulaban rumores en los libelos acerca de la homosexualidad de María Josefina, afirmándose que Anne de Balbi, una de sus damas de compañía, jugaba el mismo papel que Madame de Polignac con María Antonieta, en clara referencia a una relación lésbica, pues de Polignac había sido acusada de ser amante de la reina.
Después de que el conde de Provenza iniciase una relación amorosa con Anne de Balbi, María Josefina se aisló con sus damas, llegando la relación entre Gourbillon y la princesa a ser aún más íntima. Gourbillon estaba tan segura de su afecto que, según informes, llegó a dominar a la princesa y a toda su corte, siendo sospechosa de "corromper" a María Josefina y de inducirla a la bebida, o al menos de proveerla de alcohol.
El príncipe Luis desaprobaba la influencia de Gourbillon sobre su esposa, por lo que en febrero de 1789 solicitó a su hermano Luis XVI la emisión de una lettre de cachet que obligase a Gourbillon a trasladarse a Lille con su esposo, teniendo éxito en su cometido. Este acontecimiento tuvo lugar tras un incidente que convenció al rey de que Gourbillon ejercía una influencia nociva sobre María Josefina: una tarde, el rey y su hermano sorprendieron a Gourbillon en un pasillo portando un recipiente el cual trataba de ocultar, descubriéndose alcohol en su interior. No obstante, su exilio de la corte duró poco tiempo, permitiéndosele retomar su puesto en 1790.

## Exilio
En junio de 1791, Gourbillon acompañó a María Josefina al exilio en Alemania tras el inicio de la Revolución francesa. Durante este periodo de tiempo, los condes de Provenza discutieron constantemente. Algunos historiadores han sugerido la posible relación lésbica de María Josefina con Gourbillon
como la principal causa de discordia entre la pareja. Durante su exilio, Gourbillon y María Josefina vivieron en Saboya, trasladándose posteriormente a Kiel.
En 1799, Luis pidió a María Josefina reunirse con él en Jelgava con el fin de asistir al matrimonio entre su sobrina María Teresa y su sobrino Luis Antonio de Francia, duque de Angulema, quien vivía bajo la protección del zar. Luis pidió, no obstante, que Gourbillon no la acompañase. Tras escribir al zar solicitando una intervención en nombre de Gourbillon, y al no haber recibido respuesta, la princesa se trasladó a Jelgava con su dama de compañía, siendo su carruaje detenido antes de llegar al palacio y Gourbillon separada a la fuerza de María Josefina, quien llevó a cabo una protesta frente a toda la corte al negarse a cambiarse de ropa o a instalarse en sus habitaciones a menos que se diese permiso a Gourbillon de unirse a ella. Esta maniobra resultó en vano, renunciando finalmente María Josefina a abandonar sus habitaciones y permaneciendo aislada con una botella de whiskey, lo cual causó un escándalo público. Gourbillon obtendría más tarde la revancha al convencer al zar de expulsar a Luis de Rusia en 1801.

## Últimos años
Cuando Luis y María Josefina partieron a Gran Bretaña en 1808, Gourbillon fue tras ellos, instalándose en Londres, donde intentó reunirse con la princesa en repetidas ocasiones, si bien Luis nunca lo permitió, negándose a recibirla. Murió en Gray en 1817, siendo su correspondencia confiscada tras su deceso por orden de Luis, ya convertido en rey de Francia.